# Integriertes Schädlingsmanagement
Das Integrierte Schädlingsmanagement (IPM – Integrated Pest Management) im Kulturbereich ist ein Konzept zum Schutz der Bestände von Archiven, Bibliotheken und Museen vor Schäden durch Insekten, Nagetieren, Pilze, Algen und Flechten sowie Bakterien. Die Methoden des Integrierten Schädlingsmanagement sind vor allem die Prävention, das Monitoring (einer systematischen Erfassung des Schädlingsbefalls) und eine auf den Befall abgestimmte Schädlingsbekämpfung mit schonenden Methoden für Mensch und Umwelt.

## Einrichtung IPM
Eine IPM-Strategie muss auf die jeweiligen Bedürfnisse der Einrichtung sowie auf deren Bestände und Sammlungen abgestimmt sein. Schrittweise sollte an der Priorisierung der wichtigsten Handlungen, deren Umsetzung, der Klärung von Zuständigkeit und weiteren Vorausplanungen gearbeitet werden. Es ist ratsam, vor dem Ergreifen von Maßnahmen erst einmal den Ist-Zustand zu überprüfen.
Der erste Schritt ist die Bestimmung eines Mitarbeitenden als IPM-Koordinator, der jedoch von allen Mitarbeitern bei der Umsetzung des Konzepts mit Sachkenntnissen unterstützt wird. Vor der Erstellung eines Konzepts sollte das Gebäude einmal vollständig begutachtet werden und dabei besonders auf Risikozonen, etwa Hohlräume, geachtet werden.

## Prävention
Präventionsmaßnahmen sind Maßnahmen, die einen zukünftigen Befall vermeiden sollen. Die Vermeidung von Schädlingen funktioniert am besten durch das Entziehen von Nahrung, Wärme, Feuchtigkeit und Unterschlupf schon vor dem Einnisten. So wird ihnen keine geeignete Umgebung geboten.
Ein Magazin muss einen möglichst geschlossenen Baukörper haben. Fenster oder Belüftungsöffnungen sollten für Insekten undurchlässig sein, am besten durch die Anbringung von Insektengaze. Türen sind ebenfalls undurchlässig einzubauen oder mit Bürstenleisten zu versehen.  Die Abdichtung von Hohlräumen, wie Fugen und Spalten, ist eine weitere Maßnahme genauso wie die Vermeidung von Wandkontakt. Regale sollten einen Abstand von 20 cm zu Außenwänden und einen Abstand von 10 cm zu Innenwänden haben. Der Mindestabstand von Boden bis zum untersten Regalbrett sollte 15 cm betragen.
Die Herstellung eines schwankungsarmen Klimas ist erforderlich und die Temperatur bei 18 °C (±2 °C) und die relative Luftfeuchte bei 50 % (±5 %) zu halten, da ein warmes und feuchtes Klima die Entwicklung von Schädlingen fördert. Eine regelmäßige Wartung von verwendeter Klima- und Belüftungstechnik ist ein weiterer Schritt. Türen dürfen nicht längerfristig geöffnet bleiben und sind sofort nach Benutzung wieder zu schließen.
Die Verpackung von Beständen kann alleine keinen Schädlingsbefall verhindern, erschweren ihnen aber den Zugang. Auch Verunreinigungen werden so minimiert. Transport- und Verpackungsmaterialien müssen nach Benutzung entfernt werden und dürfen nicht in den Magazinen gelagert werden. Zu einer erfolgreichen Schädlingsprävention gehört auch eine regelmäßige Reinigung, zusätzlich sollte mindestens zweimal im Jahr eine Grundreinigung durchgeführt werden, die neben dem Fußboden auch die Fensterbänke, Regalböden, Heizkörper, Wasserleitungen und weitere Strukturen säubert.
Alle Neuzugänge, auch Verpackungsmaterial, werden vor Einlagerung im Magazin mittels Sichtkontrolle auf Anzeichen von Schädlingsbefall überprüft. Immer häufiger wird auch das präventive Einfrieren aller Neuzugänge vorgenommen. Falls ein Befall festgestellt wird, ist die Einrichtung eines gesonderten Quarantänebereichs sinnvoll, um entsprechende Gegenmaßnahmen durchzuführen. Die betroffenen Unterlagen oder Objekte werden eingepackt und mit Klebestreifen umrandet. (Foto)

## Monitoring

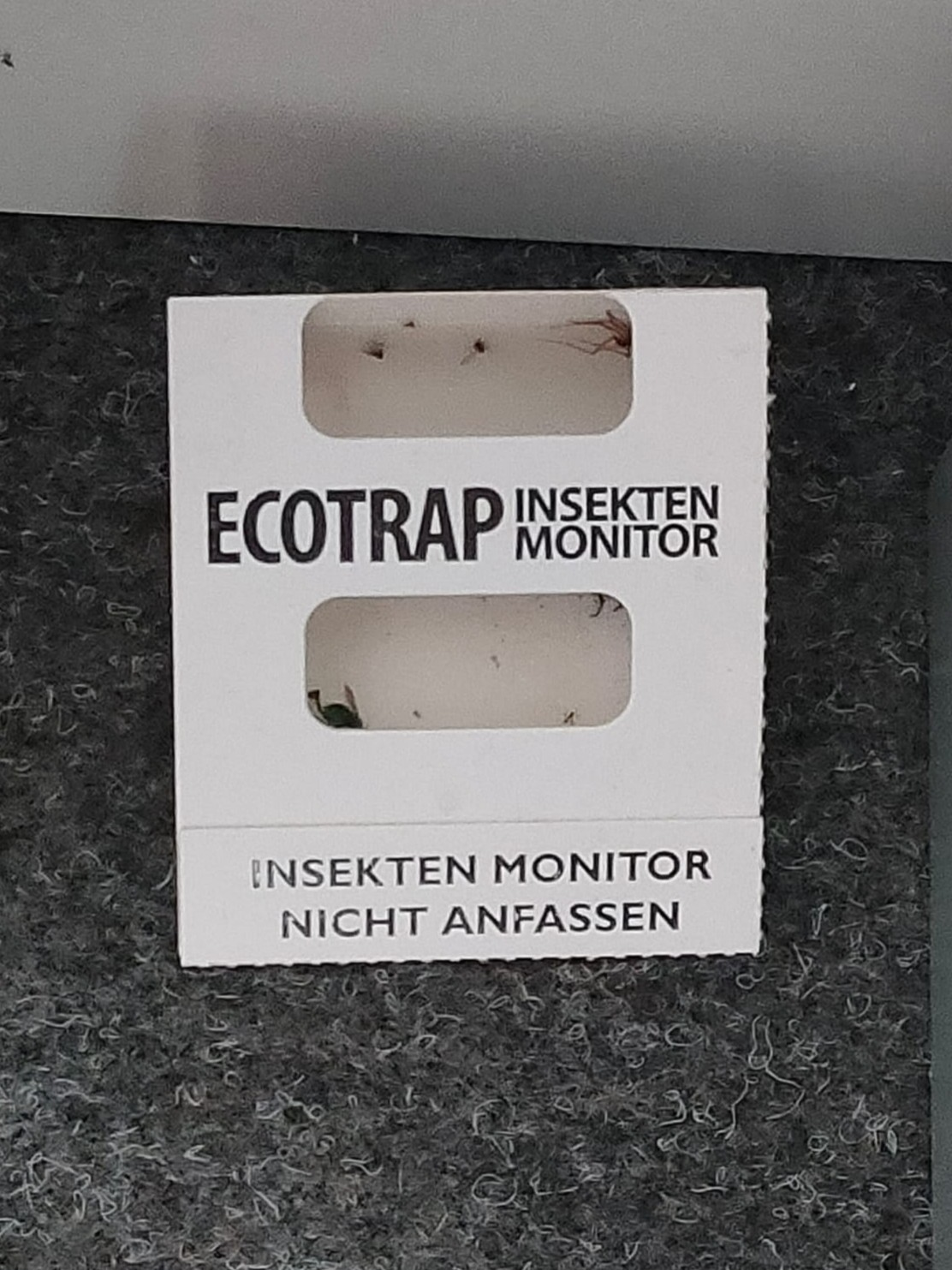
Klebefalle mit gefangen Insekten

In Magazinen und anderen Bereichen, in denen ein Schädlingsbefall entstehen kann, ist das Aufstellen von Klebefallen wichtig. Die Fallen sind in einem Abstand von 5 bis 10 Metern entlang der Wände aufzustellen und mit Angaben zu Nummer, Aufstelldatum und Ort zu versehen. Sie sollten mindestens vier Mal im Jahr kontrolliert werden, am besten jedoch alle vier bis acht Wochen und können anzeigen, ob ein Befall vorhanden ist und welche Schädlinge vorhanden sind. Die Ergebnisse der Kontrolle müssen in einer Tabelle oder Datenbank erfasst werden, im Fall eines Schädlingsbefalls hilft dies bei einer Lokalisierung des Befalls sowie der Identifikation der Art.

## Bekämpfung
Zur Bekämpfung eines Schädlingsbefalls gibt es mehrere Möglichkeiten, die auf den Schädlingsbefall abgestimmt sind und die Eigenschaften des Objektes mit einbeziehen. So ist der größte Schutz dieser Objekte möglich. Genauso wie bei der präventiven Quarantäne müssen alle befallenen Objekte schnell isoliert werden.

Das Einfrieren kann als vorbeugende Maßnahme oder als Bekämpfungsmaßnahme angewendet werden. Als erstes müssen die Bestände in Kunststoffbeutel verpackt werden, bevor sie entweder für sechs Tage bei −30 °C oder für mindestens zwei Wochen bei −18 °C eingefroren werden. Während des Auftauens sollten diese noch eingepackt bleiben, bis sie Raumtemperatur erreicht haben, um Schäden durch Kondensation zu verhindern.

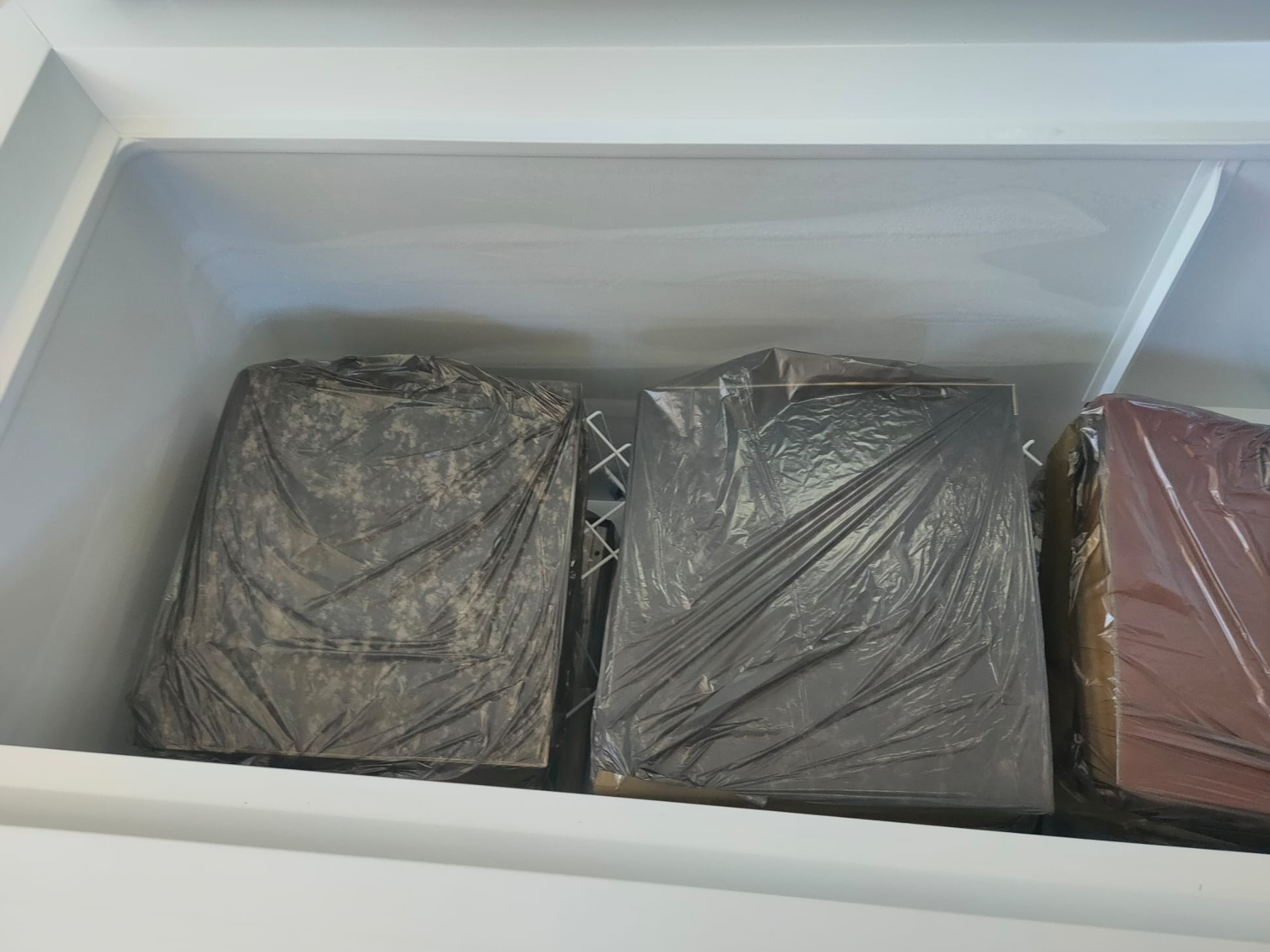
Tiefkühltruhe mit Akten zur Abtötung von Schädlingen

Das Erwärmen ist eine effektive Maßnahme gegen Insekten, kann aber zu Schäden an den Objekten führen, sodass hierbei vorsichtig vorgegangen werden muss. Die meisten Insekten sterben bei einer Temperatur von über 55 °C innerhalb einiger Stunden, jedoch ist eine gleichzeitige Regulierung der relativen Luftfeuchtigkeit erforderlich.
Da Insekten Sauerstoff benötigen, bietet sich auch ein Sauerstoffentzug oder eine Stickstoffbegasung an. Der Sauerstoffentzug ist für kleinere Objekte und die Stickstoffbegasung für größere Objekte geeignet. Beide Methoden senken den Sauerstoffgehalt in der Luft idealerweise auf 0,1 % bis 0,3 %, müssen jedoch in einem sauerstofffreien Bereich durchgeführt werden. Die Dauer der Behandlung hängt von Faktoren wie der Schädlingsart, der Temperatur und der Luftfeuchtigkeit ab, sie dauert im Durchschnitt etwa zwei bis drei Wochen.